# Forte Zeelandia
Il Forte Zeelandia è una fortificazione d'epoca coloniale della capitale del Suriname Paramaribo. Situato lungo le rive del fiume Suriname, ospita dal 2004 il Surinaams Museum che, tra gli altri cimeli, possiede circa 400 lastre della fotografa Augusta Curiel.

## Storia
All'inizio del XVII secolo un nucleo di coloni olandesi si stabilì nei pressi dell'insediamento indigeno di Parmurbo, successivamente conosciuto come Paramaribo, e vi costruì un primo forte di legno di forma pentagonale. Nel 1650 gli inglesi conquistarono la piazzaforte e la ribattezzarono Fort Willoughby, in onore del governatore di Barbados Francis Willoughby. Nel febbraio 1667, nel corso della seconda guerra anglo-olandese, le truppe zelandesi di Abraham Crijnssen, cinsero d'assedio il fortino inglese e dopo un giorno di combattimenti lo conquistarono e lo ribattezzarono Forte Zeelandia.
Dopo l'indipendenza del Suriname nel 1975 e l'instaurazione del regime dittatoriale di Dési Bouterse divenne una prigione dove gli oppositori venivano torturati. Nel dicembre 1982 il forte Zeelandia fu teatro dei cosiddetti massacri di Dicembre, nel corso del quale furono assassinati una quindicina di detenuti politici.
Dal 2004 ospita un museo.